# انبعاث النيوترون

رسم توضيحي يشير الي الاضمحلال الإشعاعي

الإصدار النيوتروني أو انبعاث النيوترون هو نوع من أنواع الاضمحلال الإشعاعي، حيث يتم طرد النيوترونات الزائدة في الذرّة، ومثال ذلك انبعاث النيوترونات من النظير هيليوم-5 والنظير بيريليوم-13، حيث ينبعث النيترون من هيليوم-5 بواسطة اضمحلال ألفا.
الكثير من النظائر الثقيلة تبعث منها النيوترونات خلال عملية التحلل الإشعاعي التلقائي إلى جانب مكونات أخرى أهم هذه النظائر كاليفورنيوم-252.
يستمر تسلسل التفاعل النووي بواسطة النيترون حيث يتم امتصاص البروتون أو انبعاثه في عملية الانشطار النووي، ويمكن التحكم بالانشطار النووي الحادث في قلب المفاعل النووي بواسطة قضبان التحكم.

## وصلات خارجية
- Ndslivechart.png The LIVEChart of Nuclides - IAEA with filter on delayed neutron emission decay, in Java or HTML
- Queryensdf.jpg Nuclear Structure and Decay Data - IAEA with query on Neutron Separation Energy